# Szingapúri denevér
A szingapúri denevér  (Myotis oreias) az emlősök (Mammalia) osztályának a denevérek (Chiroptera) rendjéhez, ezen belül a kis denevérek (Microchiroptera) alrendjéhez és a simaorrú denevérek (Vespertilionidae) családjához tartozó faj.  Elsősorban Szingapúr erdős területein fordul elő, ahol a rovarok gazdag kínálatára alapozva éjszakai táplálkozási szokásokat mutat. Az élőhelyek zsugorodása és az urbanizáció miatt a faj jelenlegi elterjedési területe egyre korlátozottabb, ezért az élőhelyvédelem kulcsszerepet játszik a fennmaradásában. Különösen figyelemre méltó a repülési képessége, amely lehetővé teszi számára, hogy szűk, sűrű erdőkben is könnyedén navigáljon. A szingapúri denevér echolokációs képessége igen fejlett, amely az éjszakai rovarvadászatban hatékony stratégiát biztosít számára. Tudományos leírása óta ritkán megfigyelt fajként tartják számon, ami miatt ökológiai szerepe és populációjának pontos állapota kevésbé ismert.

## Előfordulása
A szingapúri denevér (Myotis oreias) kizárólag Szingapúr területén honos. Elsősorban az ország erdős élőhelyein található meg, ahol a természetes növénytakaró és a rovarok gazdag populációja megfelelő táplálékforrást biztosít számára. Az urbanizáció következtében az élőhelyei jelentősen csökkentek, ami a faj elterjedését korlátozza. Főként a megmaradt természetvédelmi területeken, például rezervátumokban és nemzeti parkokban fordul elő.
A faj különösen érzékeny az erdőirtásra és az élőhelyek fragmentációjára, ezért fennmaradása szoros összefüggésben áll az élőhelyvédelemmel és a természetes erdőségek megőrzésével.